# Fiescher Gabelhorn
Fiescher Gabelhorn – szczyt w Alpach Berneńskich, części Alp Zachodnich. Leży w Szwajcarii w kantonie Valais. Należy do głównego łańcucha Alp Berneńskich. Można go zdobyć ze schroniska Konkordia Hütte (2850 m) lub Finsteraarhornhütte (3048 m).